# Gúdula de Brussel·les
Gúdula (Brabant, s. VII - 680-714) va ser una jove, venerada com a santa per diverses confessions cristianes. Al Brabant és anomenada Goedele o Goule, i en llatí Gudila i Gudula. És la santa patrona de la ciutat de Brussel·les.

## Vida
Era filla del duc de Lotaríngia i de santa Amalberga de Maubeuge, que s'havia fet monja a l'abadia de Maubeuge a mitjan segle VII. Gúdula va tenir dues germanes, les santes Faraildis i Reineldis, i un germà, Sant Emebert. Va ésser educada a l'abadia de Nivelles per la seva cosina Gertrudis. Quan aquesta morí, va tornar a casa seva a Moorsel, passant el temps en obres pietoses i de caritat i freqüentant l'església.
Va morir entre el 680 i el 714, i va ésser sebollida a Hamme (Brabant).

## Enterrament i veneració
La seva despulla va ser traslladada a l'església de Sint-Salvator de Moorsel, darrere l'altar. El duc Carles de Lotaríngia (977-992) el va traslladar a la capella de Saint-Gaugeric de Brussel·les, i el comte Lambert II de Lovaina (mort el 1054), hi va fundar un capítol en el seu honor en 1047. Finalment, el bisbe Gerard I de Cambrai, cap al 1050, va traslladar-ne les relíquies a Saint-Michel de Brussel·les, que després esdenvindria la Catedral de Sant Miquel i Santa Gúdula de Brussel·les. A Eibingen (Alemanya), però, es conserva el seu crani.
El juny de 1579, durant els conflictes amb els protestants, les relíquies van ésser profanades i disperses.
La seva festivitat és el 8 de gener, però al bisbat de Gant se celebra el 19 de gener. És venerada com a santa patrona de la ciutat de Brussel·les, juntament amb sant Miquel arcàngel, almenys des del 1446.

## Llegendes
Santa Gúdula va anar a l'església abans que cantés el gall. El diable, volent desviar-la del camí correcte, li va apagar l'espelma que duia, però la santa va pregar Déu i va tornar a encendre's. Per això, és representada amb una espelma encesa i un dimoni que intenta apagar-la.

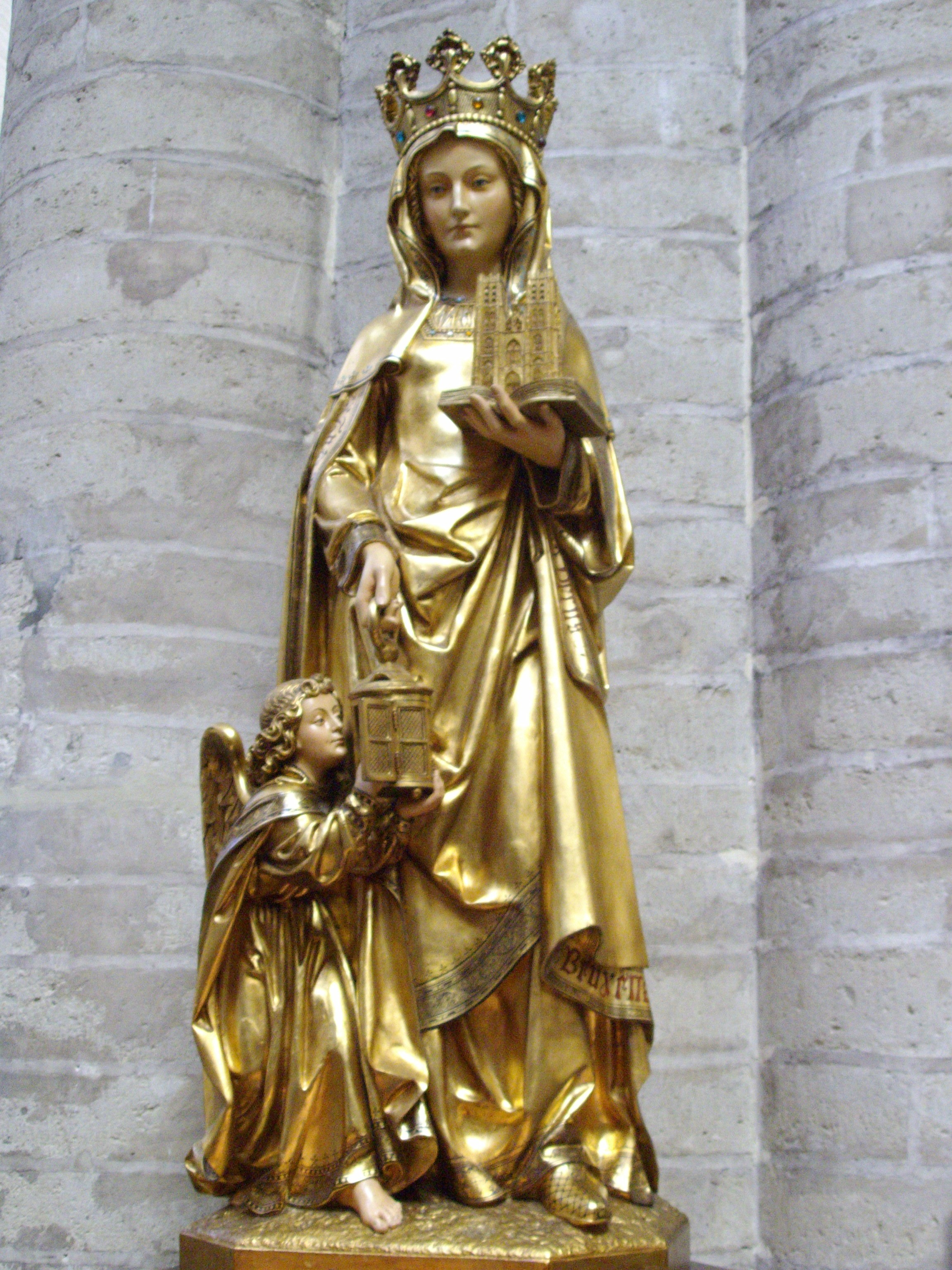
Imatge a la catedral de Brussel·les
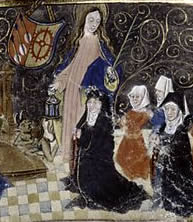
Miniatura a un gradual flamenc, 1494, de Haarlem (New York Public Library, MA 092, fol. 251)
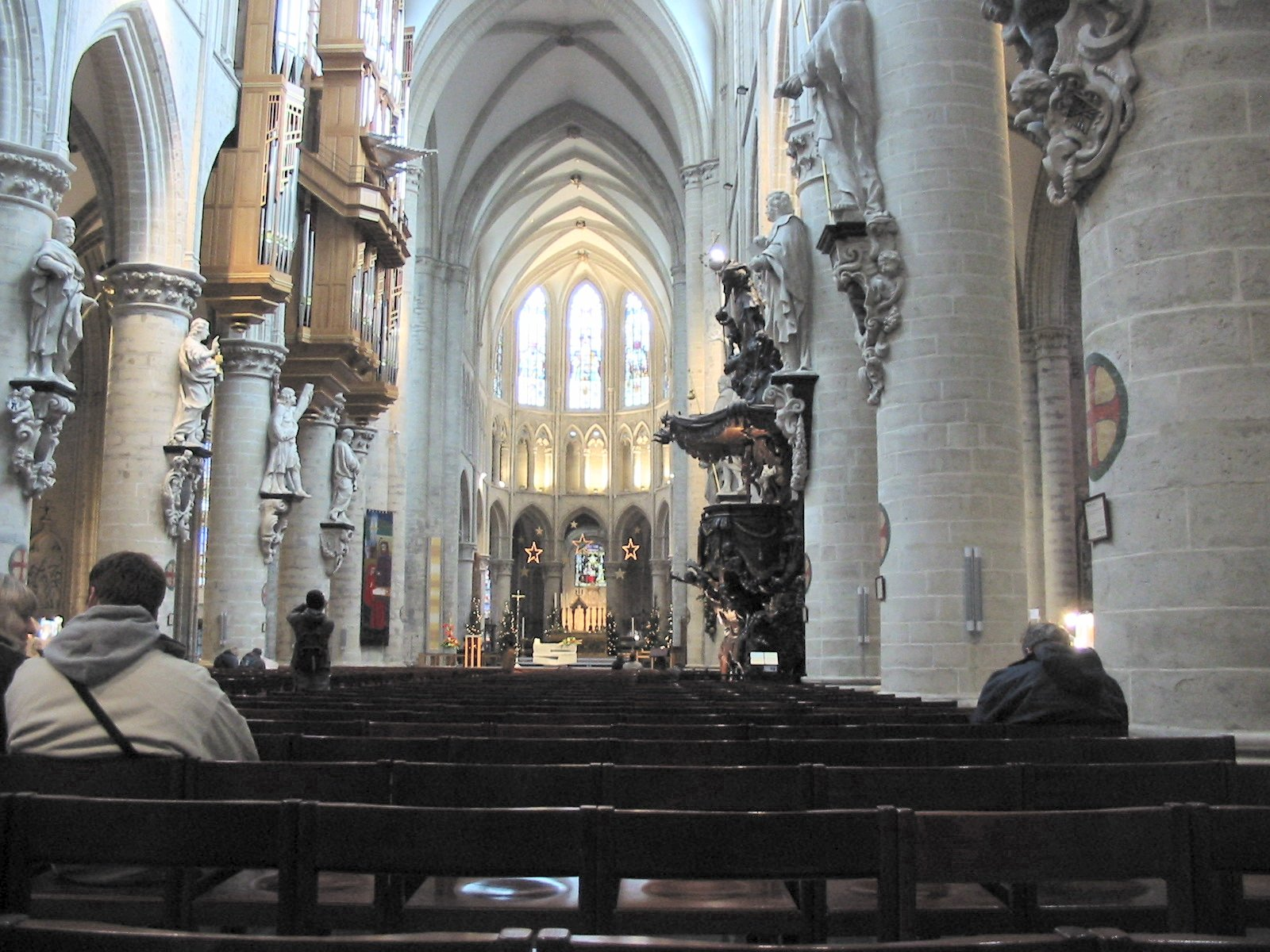
Catedral de Santa Gúdula, Brussel·les
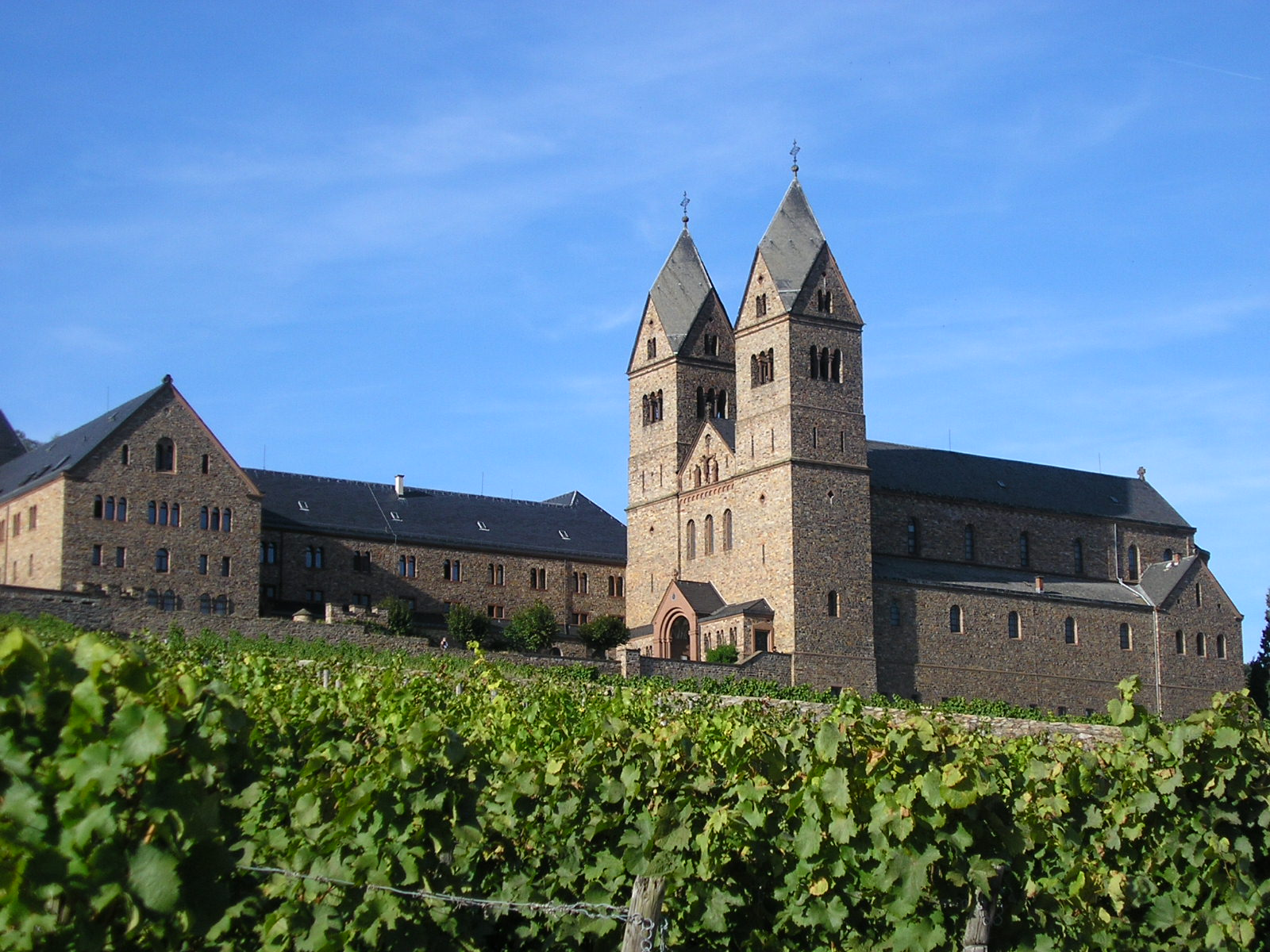
Abadia d'Eibingen, que guarda el crani de la santa